# Zachary Blair
Zachary Blair (* 1995/96 in Front Royal, Virginia) ist ein US-amerikanischer American-Football-Spieler auf der Position des Linebackers. Er spielte College-Football für UVa-Wise in der NCAA Div. II. In der NCAA hält er mit 80,5 Tackles for Loss den Rekord für Middle Linebacker. In der Saison 2023 spielt er für die Cologne Centurions in der European League of Football.

## Karriere
Blair gehörte der US-amerikanischen Nationalmannschaft an, die bei den World Games 2017 den dritten Platz belegte.
Blair spielte 2017 erstmals in Europa, bei den Ancona Dolphins. 2018 und 2019 spielte er für die Bialystok Lowlanders in der polnischen Liga. Nach der Saison 2019 wechselte er nach Finnland zu den Wasa Royals, wo er auch 2020 spielte. 2021 kehrte er nach Polen zurück, diesmal zu den Warsaw Mets.
Zum vierten Spieltag der Saison 2021 schloss sich Blair der Stuttgart Surge in der European League of Football an. Zur Saison 2022 wechselt er zur neuen Franchise Istanbul Rams. Die Rams gehörten zu den schlechtesten Teams der Spielzeit, Blair wurde jedoch Zweiter in der Tackle-Statistik der Liga. im Anschluss an die Saison wurde er in das All-Star First Team der ELF gewählt.
Im Herbst 2022 wurde er mit den Bucharest Rebels rumänischer Meister.
Für die Saison 2023 wurde er von den Cologne Centurions verpflichtet.

## Statistiken
| Jahr                            | Team               | Spiele | Tackles | Tackles | Tackles | Tackles | Tackles | Tackles | Interceptions | Interceptions | Interceptions | Interceptions | Fumbles | Fumbles |
| Jahr                            | Team               | Spiele | Solo    | Ast     | Total   | Avg     | TFL     | Sacks   | Int           | Yds           | Avg           | TD            | FF      | FR      |
| ------------------------------- | ------------------ | ------ | ------- | ------- | ------- | ------- | ------- | ------- | ------------- | ------------- | ------------- | ------------- | ------- | ------- |
| European League of Football     |                    |        |         |         |         |         |         |         |               |               |               |               |         |         |
| 2021                            | Stuttgart Surge    | 7      | 24      | 42      | 66      | 9,4     | 12      | 2,5     | 0             | 0             | 0             | 0             | 1       | 0       |
| 2022                            | Istanbul Rams      | 12     | 63      | 64      | 127     | 10,6    | 25      | 1,5     | 1             | 24            | 24            | 0             | 2       | 1       |
| 2023                            | Cologne Centurions | 10     | 44      | 29      | 73      | 7,3     | 18      | 4,0     | 0             | 0             | 0             | 0             | 2       | 1       |
| Gesamt                          | Gesamt             | 29     | 131     | 135     | 266     | 17,5    | 55      | 8,0     | 1             | 24            | 24            | 0             | 5       | 2       |
| Quellen: sportsmetrics.football |                    |        |         |         |         |         |         |         |               |               |               |               |         |         |